# Magyar országos rekordok listája 50 méteres mellúszásban
Ez a lista az 50 méteres mellúszásban elért felnőtt magyar csúcsokat tartalmazza.

## 50 méteres medence

### Férfiak
| A férfi 50 méteres mellúszás magyar csúcsai (50 méteres medence) | A férfi 50 méteres mellúszás magyar csúcsai (50 méteres medence) | A férfi 50 méteres mellúszás magyar csúcsai (50 méteres medence) | A férfi 50 méteres mellúszás magyar csúcsai (50 méteres medence) | A férfi 50 méteres mellúszás magyar csúcsai (50 méteres medence) | A férfi 50 méteres mellúszás magyar csúcsai (50 méteres medence) | A férfi 50 méteres mellúszás magyar csúcsai (50 méteres medence) | A férfi 50 méteres mellúszás magyar csúcsai (50 méteres medence) |
| Idő                                                              | Név                                                              | Egyesület                                                        | Dátum                                                            | Helyszín                                                         | Esemény                                                          | Megjegyzés                                                       | Forrás                                                           |
| ---------------------------------------------------------------- | ---------------------------------------------------------------- | ---------------------------------------------------------------- | ---------------------------------------------------------------- | ---------------------------------------------------------------- | ---------------------------------------------------------------- | ---------------------------------------------------------------- | ---------------------------------------------------------------- |
| 30,90                                                            | Hegedűs Gábor                                                    | Vasas                                                            | 1984. 07. 07.                                                    | Dunaújváros, Magyarország                                        | magyar bajnokság                                                 |                                                                  | [ 1 ] [ 2 ]                                                      |
| 30,61                                                            | Güttler Károly                                                   | Újpesti Dózsa                                                    | 1987. 07. 18.                                                    | Budapest, Magyarország                                           | magyar bajnokság                                                 | a selejtezőben                                                   | [ 3 ] [ 4 ]                                                      |
| 29,67                                                            | Güttler Károly                                                   | Újpesti Dózsa                                                    | 1987. 07. 18.                                                    | Budapest, Magyarország                                           | magyar bajnokság                                                 |                                                                  | [ 3 ] [ 4 ]                                                      |
| 29,25                                                            | Güttler Károly                                                   | Újpesti Dózsa                                                    | 1987. 08. 17.                                                    | Strasbourg, Franciaország                                        | Európa-bajnokság                                                 | 100 m mell közben                                                | [ 3 ] [ 5 ]                                                      |
| 29,14                                                            | Güttler Károly                                                   | Újpesti Dózsa                                                    | 1987. 12. 20.                                                    | Orlando, USA                                                     | USA nyílt bajnokság                                              |                                                                  | [ 3 ]                                                            |
| 28,94                                                            | Güttler Károly                                                   | Újpesti Dózsa                                                    | 1988. 09. 19.                                                    | Szöul, Dél-Korea                                                 | olimpiai játékok                                                 | 100 mell közben                                                  | [ 6 ]                                                            |
| 28,62                                                            | Güttler Károly                                                   | Bp. Rendészeti SE                                                | 1992. 03. 1?                                                     | Budapest, Magyarország                                           | Idea Tours kupa                                                  |                                                                  |                                                                  |
| 28,38                                                            | Güttler Károly                                                   | Bp. Spartacus                                                    | 1999. 07. 29.                                                    | Isztambul, Törökország                                           | Európa-bajnokság                                                 | a selejtezőben                                                   | [ 7 ]                                                            |
| 28,29                                                            | Güttler Károly                                                   | Bp. Spartacus                                                    | 1999. 07. 30.                                                    | Isztambul, Törökország                                           | Európa-bajnokság                                                 | 3. hely                                                          | [ 8 ]                                                            |
| 28,11                                                            | Güttler Károly                                                   | Bp. Spartacus                                                    | 2002. 06. 16.                                                    | Zágráb, Horvátország                                             | Arany Medve verseny                                              |                                                                  | [ 9 ]                                                            |
| 27,51                                                            | Flaskay Mihály                                                   | Egri VUK                                                         | 2002. 06. 16.                                                    | Berlin, Németország                                              | Európa-bajnokság                                                 | 2. hely                                                          | [ 10 ]                                                           |
| 27,05                                                            | Szilágyi Csaba                                                   | Hódmezővásárhely                                                 | 2018. 03. 31.                                                    | Debrecen, Magyarország                                           | magyar bajnokság                                                 |                                                                  | [ 11 ]                                                           |
| 26,83                                                            | Szilágyi Csaba                                                   | Hódmezővásárhely                                                 | 2019. 03. 30.                                                    | Debrecen, Magyarország                                           | magyar bajnokság                                                 |                                                                  | [ 12 ]                                                           |

### Női
| A női 50 méteres mellúszás magyar csúcsai (50 méteres medence) | A női 50 méteres mellúszás magyar csúcsai (50 méteres medence) | A női 50 méteres mellúszás magyar csúcsai (50 méteres medence) | A női 50 méteres mellúszás magyar csúcsai (50 méteres medence) | A női 50 méteres mellúszás magyar csúcsai (50 méteres medence) | A női 50 méteres mellúszás magyar csúcsai (50 méteres medence) | A női 50 méteres mellúszás magyar csúcsai (50 méteres medence) | A női 50 méteres mellúszás magyar csúcsai (50 méteres medence) |
| Idő                                                            | Név                                                            | Egyesület                                                      | Dátum                                                          | Helyszín                                                       | Esemény                                                        | Megjegyzés                                                     | Forrás                                                         |
| -------------------------------------------------------------- | -------------------------------------------------------------- | -------------------------------------------------------------- | -------------------------------------------------------------- | -------------------------------------------------------------- | -------------------------------------------------------------- | -------------------------------------------------------------- | -------------------------------------------------------------- |
| 35,04                                                          | Nagy Katalin                                                   | Vasas                                                          | 1984. 07. 07.                                                  | Dunaújváros, Magyarország                                      | magyar bajnokság                                               |                                                                | [ 1 ]                                                          |
| 34,83                                                          | Nagy Katalin                                                   | Vasas                                                          | 1985. 07. 12.                                                  | Budapest, Magyarország                                         | magyar bajnokság                                               |                                                                | [ 13 ] [ 14 ]                                                  |
| 34,34                                                          | Thummerer Ildikó                                               | Ferencvárosi TC                                                | 1986. 07. 19.                                                  | Budapest, Magyarország                                         | magyar bajnokság                                               |                                                                | [ 15 ] [ 16 ]                                                  |
| 34,29                                                          | Csépe Gabriella                                                | Gyöngyös                                                       | 1986. 12. 20.                                                  | Budapest, Magyarország                                         | ifjúsági magyar bajnokság                                      |                                                                | [ 15 ] [ 17 ]                                                  |
| 34,14                                                          | Nagy Tünde                                                     | KSI                                                            | 1987. 03. 28.                                                  | Budapest, Magyarország                                         | serdülő magyar bajnokság                                       |                                                                | [ 18 ]                                                         |
| 33,64                                                          | Csépe Gabriella                                                | Gyöngyös                                                       | 1987. 12. 19.                                                  | Budapest, Magyarország                                         | ifjúsági magyar bajnokság                                      | a selejtezőben                                                 | [ 3 ] [ 19 ]                                                   |
| 33,59                                                          | Csépe Gabriella                                                | Gyöngyös                                                       | 1987. 12. 19.                                                  | Budapest, Magyarország                                         | ifjúsági magyar bajnokság                                      |                                                                | [ 3 ] [ 19 ]                                                   |
| 32,96                                                          | Csépe Gabriella                                                | Gyöngyös                                                       | 1988. 07. 02.                                                  | Budapest, Magyarország                                         | serdülő magyar bajnokság                                       |                                                                | [ 6 ] [ 20 ]                                                   |
| 31,95                                                          | Kovács Ágnes                                                   | Bp. Spartacus                                                  | 1998. 01. 13.                                                  | Perth, Ausztrália                                              | világbajnokság                                                 | 100 m mell közben                                              | [ 21 ]                                                         |
| 31,89                                                          | Kovács Ágnes                                                   | Bp. Spartacus                                                  | 1999. 07. 29.                                                  | Isztambul, Törökország                                         | Európa-bajnokság                                               | a selejtezőben                                                 | [ 7 ]                                                          |
| 31,44                                                          | Kovács Ágnes                                                   | Bp. Spartacus                                                  | 1999. 07. 30.                                                  | Isztambul, Törökország                                         | Európa-bajnokság                                               | első hely                                                      | [ 8 ]                                                          |
| 31,34                                                          | Kovács Ágnes                                                   | Bp. Spartacus                                                  | 2000. 05. 21.                                                  | Monte-Carlo, Monaco                                            | nemzetközi verseny                                             | Európa-csúcs                                                   | [ 22 ]                                                         |
| 31,10                                                          | Sztankovics Anna                                               | A Jövő SC                                                      | 2013. 08. 26.                                                  | Dubaj, Egyesült Arab Emírségek                                 | junior világbajnokság                                          | az elődöntőben                                                 | [ 23 ]                                                         |
| 31,05                                                          | Sztankovics Anna                                               | Miskolci VSI                                                   | 2018. 06. 30.                                                  | Budapest, Magyarország                                         | Budapest-bajnokság                                             | a selejtezőben                                                 | [ 24 ]                                                         |
| 31,04                                                          | Sztankovics Anna                                               | Miskolci VSI                                                   | 2021. 05. 22.                                                  | Budapest, Magyarország                                         | Európa-bajnokság                                               | az elődöntőben                                                 | [ 25 ]                                                         |
| 30,61                                                          | Fángli Henrietta                                               | Győri USE                                                      | 2025. 04. 12.                                                  | Kaposvár, Magyarország                                         | magyar bajnokság                                               |                                                                | [ 26 ]                                                         |

## 25 méteres medence

### Férfiak
| A férfi 50 méteres mellúszás magyar csúcsai (25 méteres medence) | A férfi 50 méteres mellúszás magyar csúcsai (25 méteres medence) | A férfi 50 méteres mellúszás magyar csúcsai (25 méteres medence) | A férfi 50 méteres mellúszás magyar csúcsai (25 méteres medence) | A férfi 50 méteres mellúszás magyar csúcsai (25 méteres medence) | A férfi 50 méteres mellúszás magyar csúcsai (25 méteres medence) | A férfi 50 méteres mellúszás magyar csúcsai (25 méteres medence) | A férfi 50 méteres mellúszás magyar csúcsai (25 méteres medence) |
| Idő                                                              | Név                                                              | Egyesület                                                        | Dátum                                                            | Helyszín                                                         | Esemény                                                          | Megjegyzés                                                       | Forrás                                                           |
| ---------------------------------------------------------------- | ---------------------------------------------------------------- | ---------------------------------------------------------------- | ---------------------------------------------------------------- | ---------------------------------------------------------------- | ---------------------------------------------------------------- | ---------------------------------------------------------------- | ---------------------------------------------------------------- |
| 28,11                                                            | Flaskay Mihály                                                   | UVMK Eger                                                        | 2000. 12. 16                                                     | Valencia, Spanyolország                                          | Európa-bajnokság                                                 | az elődöntőben                                                   |                                                                  |
| 27,78                                                            | Flaskay Mihály                                                   | Delfin SE                                                        | 2006. 12. 09.                                                    | Helsinki, Finnország                                             | Európa-bajnokság                                                 | a selejtezőben                                                   | [ 27 ]                                                           |
| 27,66                                                            | Gyurta Dániel                                                    | A Jövő SC                                                        | 2008. 11. 14.                                                    | Százhalombatta, Magyarország                                     |                                                                  |                                                                  | [ 28 ]                                                           |
| 27,59                                                            | Gyurta Dániel                                                    | A Jövő SC                                                        | 2008. 11. 22.                                                    | Zágráb, Horvátország                                             |                                                                  |                                                                  | [ 29 ]                                                           |
| 27,55                                                            | Gyurta Dániel                                                    | A Jövő SC                                                        | 2008. 12. 13.                                                    | Fiume, Horvátország                                              | Európa-bajnokság                                                 | selejtező                                                        | [ 30 ]                                                           |
| 27,12                                                            | Szele Dávid                                                      | Ferencváros                                                      | 2009. 11. 13.                                                    | Százhalombatta, Magyarország                                     | magyar bajnokság                                                 |                                                                  | [ 31 ]                                                           |
| 26,86                                                            | Gyurta Dániel                                                    | Újpesti TE                                                       | 2013. 08. 11.                                                    | Berlin, Németország                                              | világkupa                                                        |                                                                  |                                                                  |
| 26,56                                                            | Gyurta Dániel                                                    | Újpesti TE                                                       | 2014. 10. 04.                                                    | Moszkva, Oroszország                                             | világkupa                                                        |                                                                  | [ 32 ] [ 33 ]                                                    |

### Nők
| A női 50 méteres mellúszás magyar csúcsai (25 méteres medence) | A női 50 méteres mellúszás magyar csúcsai (25 méteres medence) | A női 50 méteres mellúszás magyar csúcsai (25 méteres medence) | A női 50 méteres mellúszás magyar csúcsai (25 méteres medence) | A női 50 méteres mellúszás magyar csúcsai (25 méteres medence) | A női 50 méteres mellúszás magyar csúcsai (25 méteres medence) | A női 50 méteres mellúszás magyar csúcsai (25 méteres medence) | A női 50 méteres mellúszás magyar csúcsai (25 méteres medence) |
| Idő                                                            | Név                                                            | Egyesület                                                      | Dátum                                                          | Helyszín                                                       | Esemény                                                        | Megjegyzés                                                     | Forrás                                                         |
| -------------------------------------------------------------- | -------------------------------------------------------------- | -------------------------------------------------------------- | -------------------------------------------------------------- | -------------------------------------------------------------- | -------------------------------------------------------------- | -------------------------------------------------------------- | -------------------------------------------------------------- |
| 31,32                                                          | Kovács Ágnes                                                   | Kőbánya SC                                                     | 2006. 08. 12.                                                  | Hamburg, Németország                                           | Hamburg Aquatics                                               |                                                                | [ 34 ]                                                         |
| 31,12                                                          | Hosszú Katinka                                                 | Vasas                                                          | 2013. 11. 10.                                                  | Tokió, Japán                                                   | világkupa                                                      |                                                                | [ 35 ]                                                         |
| 30,66                                                          | Hosszú Katinka                                                 | Vasas                                                          | 2014. 12. 29.                                                  | Réunion, Franciaország                                         | Meeting de l'Océan Indien                                      |                                                                | [ 36 ]                                                         |
| 30,65                                                          | Sztankovics Anna                                               | Miskolci VSI                                                   | 2018. 11. 10.                                                  | Százhalombatta, Magyarország                                   | magyar bajnokság                                               | selejtező                                                      | [ 37 ]                                                         |
| 30,59                                                          | Sztankovics Anna                                               | Miskolci VSI                                                   | 2018. 11. 10.                                                  | Százhalombatta, Magyarország                                   | magyar bajnokság                                               |                                                                | [ 37 ]                                                         |
| 30,41                                                          | Sztankovics Anna                                               | Nyíregyháza                                                    | 2021. 11. 14.                                                  | Kaposvár, Magyarország                                         | magyar bajnokság                                               | selejtező                                                      | [ 38 ]                                                         |